# 機動戦士ガンダム Twilight AXIS
『機動戦士ガンダム Twilight AXIS』（きどうせんしガンダム トワイライト アクシズ）は、日本のウェブ小説。また、この小説を原案としてアニメ作品（製作・サンライズ）、及び漫画（出版・講談社、編集協力・サンライズ）が製作されている。
ウェブ小説はストーリー構成とデザイン協力、挿絵をArk Performance、執筆を中村浩二郎が手掛けており、2016年から2017年まで、サンライズが運営するウェブ小説配信サイト「矢立文庫」およびサンライズの公式ファンクラブアプリ「ガンダムファンクラブ」にて全10章（全20回）が配信された。
矢立文庫としては初となるガンダムシリーズのオリジナル小説作品であり、『機動戦士ガンダムUC』から数か月後の世界が描かれる。また、時系列的には本作の後年にあたる『機動戦士ガンダムF91』の登場人物や組織も物語に関係するなど、同作との橋渡しの要素も含まれている。

## あらすじ
「ラプラス事変」と呼ばれた宇宙世紀憲章をめぐる戦いが終結し、数か月が経過した宇宙世紀0096年。
既存の兵器体系を根本から覆す性能を示したサイコフレームを改めて脅威と認識した地球連邦政府は、サイコフレームの調査のために第二次ネオ・ジオン抗争で廃墟となった小惑星アクシズへ特殊部隊マスティマを派遣する。
ジオン公国出身のアルレット・アルマージュとダントン・ハイレッグは、マスティマの道案内を依頼されアクシズに潜入するが、そこでブッホ・ジャンク社の私兵武装集団バーナムと遭遇する。

## 登場人物

### マスティマの関係者
アルレット・アルマージュ
声 - 清水理沙
主人公の1人で特殊なニュータイプの女性。天才的なエンジニアであり、かつてはサザビー開発のメインスタッフとしてその辣腕を振るう。
第二次ネオ・ジオン抗争末期にダントンと軍を離れ、以降は彼の娘「アルレット・ハイレッグ」として振る舞いながらリボー・コロニーで隠遁生活を送っていが、一年戦争時代から行動を共にしていたシャア・アズナブルの手がかりを得るためにマスティマに協力してアクシズへ向かう。
遡れば一年戦争中期に、フラナガン機関に試験体「VII（セブン）」として収容されていたが、ニュータイプとしての感応力は備えていたもののサイコミュには対応できない“出来損ない”であったため、数々の実験の素体として利用されてしまう。この人体実験の影響により以降、アルレットは老化しにくい体質となるのだった。フラナガン博士からは最終的に廃棄対象として指定されるが、MS力学・構造学に対して“感応”できるニュータイプという、非凡な才能に目を留めたシャア・アズナブルに引き抜かれ、シャア専属のフィッターエンジニアとなる。その後もシャア、そしてパートナーであるダントンと共にエゥーゴ、ネオ・ジオン軍と組織を渡り歩き、MS開発に貢献している。この反面、上述の通りニュータイプではあるもののパイロットとしての操縦適正は低い。
「アルレット・アルマージュ」という名前を与えてくれたシャアや、人間らしい感情を獲得するきっかけを作ってくれたララァ・スンを、現在においても慕っている。
漫画版のエピローグでは、人体実験の影響により寿命がもう長くはない事を悟っており、しかしその運命を受け入れている事をダントンに語る。
ダントン・ハイレッグ
声 - 阪口周平
主人公の1人。さまざまな勢力をわたり歩いてきたMSパイロットであり、おもに試作機やシャア専用機のデータ収集を担当していた。ジオン軍士官学校時代、シャアに類似したMSの操縦技術を発揮したことで周囲から将来を嘱望されるが、次第にMSで戦争をすることに嫌気を覚え、敵を殺せないという弱点を抱える。そんな折、自身との類似性を見出したシャアにスカウトされ、シャア専属のテストパイロットに転向。シャアに漠然とした不信感を感じつつも、アルレットとともにシャアを支え続けた。
第二次ネオ・ジオン抗争後はアルレットとともにリボー・コロニーでクリーニング商会を経営していたが、アクシズに行こうとするアルレットを守るため、過去の経歴や罪状の抹消を条件にマスティマに参加。アクシズ内に残存していたザクIII改やR・ジャジャに搭乗し、バーナムと交戦する。
漫画版のエピローグでは、メーメットに頼んでアルレットの身体を診察できる秘密厳守の医師への紹介状を書いてもらっていた。
メーメット・メルカ
声 - 小野大輔
地球連邦政府内閣第六室所属の中尉で、マスティマの隊長。27歳。アクシズ内部の研究施設に残存する可能性があるサイコフレームの確認、およびアルレットとダントンの護衛を担当する。穏やかな物腰の青年で、アルレットやダントンにも丁寧な態度で接する。

### バーナムの関係者
以下の人物はリンク先を参照。
- シャンホルスト・ロナ（小説版・漫画版）
- エンゲイスト・ロナ（小説版・漫画版）

フェルモ兄弟
裏社会で名をはせる双子のMSパイロット。幼少期に一年戦争で両親を失ったのちに、オーガスタ研究所に引き取られて強化人間の手術を施されるものの、配属予定だったティターンズがグリプス戦役で瓦解したことを受けて傭兵になった過去をもつ。ロナ家の私兵集団「バーナム」に加わり、MSパイロットとして名を上げることを画策する。
漫画版では、父親は連邦軍将兵であり、デラーズ紛争における観艦式の際にガンダム試作2号機の核攻撃により死亡したとされる。その後孤児となった兄弟は窃盗や強盗をしていたところを連邦軍兵に拘束されそうになり、弟が兵士の首筋に噛み付き殺害したことでさらに重罪となるが、オーガスタ研究所で被検体となることを承諾し免れる。双子ならではの共感能力の高さを買われるが、同研究所が解体されたあとはほかの研究所をたらい回しにされる。宇宙に上がった際にシャトルの乗員を殺害したうえでトリスタンを強奪して脱走。傭兵としての任務遂行中にマイッツァー・ロナらに拘束され、バーナムの一員となる。物語のラストではバーナムから「失踪」し、ダントンらのクリーニング屋の前に現れる。最終巻巻末の4コマ漫画集「APPLET」では、アクシズで兄弟が「見せられた」アルレットの過去のイメージが何なのかを知るために店を訪れるが、ダントンの提案により店で働くこととなる。
クァンタン・フェルモ
声 - 増田俊樹
フェルモ兄弟の兄。ガンダムAN-01“トリスタン”に搭乗。バーナムの一員として、弟とともにアクシズに潜入する。
ヴァルター・フェルモ
フェルモ兄弟の弟。長髪の兄より髪は短く、鼻筋に傷があるなどの差異がある。乗機はバイアラン・イゾルデ。
漫画版ではオーガスタ研究所時代に、父がガンダム試作2号機に殺された記憶を利用されて「ガンダムは敵」と刷り込まれ、兄が搭乗するトリスタンと交戦させられた過去が語られる（その際に陸戦高機動型ザクに搭乗）。また、鼻筋の傷はトリスタン強奪の際にシャトルの乗員の反撃によってナイフで切り付けられたものとされる。さらに、アクシズで乗機を無力化されたあとは単身でマハラジャ・カーン記念研究院に向かい「宝探し」を続け、プチMSに乗って兄に回収される際には「とりあえず手近にあるもんはかっさらってきた」と述べているが、どれほどの成果があったかは不明である。

### その他の人物
ブレンドレル
漫画版に登場。サナリィの関係者であるが詳細は不明。シャンホルストと極秘裏に通信をおこない、事態の収拾について協議する（漫画版では、トリスタンはサナリィがバーナムに貸与したものとされる）。

## 登場兵器
機体の諸元や詳細については各リンク先を参照。

### マスティマの兵器
マスティマがMSを持ち込まなかったため、ダントンはアクシズ内に残されていたネオ・ジオンのMSを再起動させて使用する。
AMX-011S ザクIII改
第一次ネオ・ジオン抗争時に開発された機体で、ジオン公国軍の象徴的MSであるザクIIの名と思想を継承した汎用機。本作に登場する機体はアルレットがシャアのために用意していたとされ、パーソナルカラーの赤で塗装され、シャアが操縦することを前提としたピーキーなチューニングが施されている。アクシズ内に放置されていたが、トリスタンを迎撃するためにダントンが搭乗する。
AMX-104 R・ジャジャ
ザクIII改と同じく第一次ネオ・ジオン抗争時に開発された白兵戦用MS。本作に登場する機体は、アクシズのMS開発施設であるマハラジャ・カーン記念研究院でアルレットが開発を担当していた試験機とされ、白と紫で塗装されている。
原作や漫画では近衛師団専用のMSドックに放置されていたが、バイアラン・イゾルデを迎撃するためにダントンが搭乗する。アニメではクレヴェナールがアハヴァ・アジールを倒そうとする直前、運用テスト中の損傷が改修されていないままの状態で登場する。
AMA-X4 アハヴァ・アジール
マハラジャ・カーン記念研究院で開発されていた、ノイエ・ジールの直系発展機となるニュータイプ専用モビルアーマー  (MA) 。のちにサイコフレームとして結実する、新たな精神感応技術のテストベッドであり、本機の開発で蓄積されたノウハウはα・アジールやシャンブロといったNT専用機に繋がっている。また、開発スタッフにはアルレットのみならずシャアも関与していたとされる。Iフィールド・ジェネレーターを装備するだけでなく、大火力のビーム兵器を複数装備しており、交戦したクァンタン・フェルモはその運用コンセプトを拠点強襲用と推察したといわれる。カラーリングは赤を基調に、一部が黒と黄色で塗り分けられている。
開発が開始された時期はグリプス戦役前後だが、「シャアの反乱」以降、ネオ・ジオンの瓦解によって長らくアクシズ内に放置されており、腕部が仮設のままなど、通常の運用にはとても耐えられない状態となっている。しかしアルレットはそれを知りつつも、クレヴェナールを迎撃するため、アクシズ表面に擱座していたサザビーから引き出したシャアのIDを用いて起動させる。そして、未完成の状態かつアルレットが本来パイロットではないことなどから、その戦闘力を十全に発揮することができず、クレヴェナールとの戦闘で大破する。
武装
メガ粒子砲
腰部に装備された大出力のビーム兵器。クレヴェナールの5連装ビーム・ポッドを撃ち落とすも、調整不足がたたり、発射後に出力オーバーで爆発している。
テール・ファンネル
平時はテール・スタビライザーとして連結されているサイコミュ兵器。関節ごとに分割されて攻撃端末となる。ファンネルとしては大型。
肩部メガ・ビーム・カノン砲
両肩にあたる部分に2基が装備された長砲身のビーム砲。可動構造を有し、発射時は前方に倒れる。
腕部メガ・ビーム・ライフル
簡易マニピュレーターで保持される大型のビーム兵器。機体の左右に2基を備えるが、1基は起動時に欠落する。
砲身側面にはバウのシールドと同じエンブレムが描かれている。
大型ビーム・サーベル
肩部バインダーの内側に収納されており、サブ・アームでの使用が可能。本機の格闘戦能力を支えるが、サブ・アームの構造は脆弱だったと考えられる。
ファドラーン
アハヴァ・アジールの代わりに漫画版のみ登場。グレミー・トト管轄のニュータイプ研究所で開発されていたニュータイプ用実証艦。
艦首部分が丸ごとなく、一部フレームむき出しの未完成状態でアクシズに放棄されていたのを、ダントン救出のためアルレットが起動しフェイルノートと交戦する。

### バーナムの兵器
ブッホ・ジャンク社が所有するカスタム機で構成される。
RX-78AN-01 ガンダムAN-01"トリスタン"
クァンタン・フェルモが搭乗するガンダムNT-1の改修機。入手経路や開発系譜などは不明。
漫画版では、サナリィが秘密裏にブッホ・コンツェルンに貸与していた設定が明かされている。なお、地球連邦政府の予算書類上では、アクシズ探索の後もサナリィが保有している事になっている（サナリィが虚偽の報告を政府に上げている）。
RX-78KU-01 クレヴェナール
トリスタンとの合体機能をもつ巨大アームドベース。バーナムが所有するが、トリスタン同様、どのような経緯で本機の装備を調達したのかは明らかではない。
機体構造はガンダム試作3号機（デンドロビウム）にも近く、トリスタン本体は肩から下がベースに埋没した状態で合体する。
マスティマを撃滅するためクァンタンが本機に搭乗し、アハヴァ・アジールと交戦。これを行動不能にまで追い込んでいる。
RX-78AN-01FA ガンダムトリスタン〈フェイルノート〉
トリスタンのフルアーマー形態。バーナム内において建造されていたが、アクシズ探索任務では投入されずに終わる。
初出は漫画版であり、クレヴェナールに代わって登場している。
RX-160G バイアラン・イゾルデ
ヴァルター・フェルモが搭乗するバイアランの系列機。頭部はガンダムタイプに換装されている。
RGM-89 ジェガン（バーナム所属機）
宇宙世紀0090年台以降の地球連邦軍の主力量産型MS。カラーリングは紫。バーナムによる運用下でメインカメラにゴーグル状のセンサーを増設し、ショットランサーのような武装を携行するなどの独自改良が施されている。

## アニメ
ガンダムファンクラブにて全6話のショートアニメとして独占先行配信された。第1話は2017年6月23日配信、第2話は7月7日配信、第3話は7月21日配信、第4話は8月4日配信、第5話は8月18日配信、第6話は9月1日配信。
企画自体は小説よりも先に起ちあがっており、監督の金世俊は本作を「Ark Performanceによるプロットを複数の媒体で表現する企画の一つ」であることを語っている。アニメは小説版のダイジェスト的な内容でシーンが断片的かつ状況説明も不足しているため、本作のみでは理解できない部分が多い（例えば、主人公が所属する「マスティマ」や敵対する「バーナム」の名前すら作中では説明がない）。
2017年11月18日には、新作シーンを加えた特別編『機動戦士ガンダム Twilight AXIS 赤き残影』が、『機動戦士ガンダム サンダーボルト BANDIT FLOWER』とともにイベント上映され、翌2018年2月23日にBDが発売された。興行収入は8300万円。

### スタッフ
- 原作 - 矢立肇、富野由悠季『機動戦士ガンダム』より
- ストーリー・コンセプトデザイン - Ark Performance
- 監督・脚本・キャラクターデザイン・コンテ・演出・作画監督 - 金世俊
- オリジナルメカニカルデザイン - 大河原邦男
- メカニカルデザイン - 金世俊、阿部慎吾
- メカニック作画監督 - 阿部慎吾
- 美術監督 - 中村豪希
- 色彩設計 - 安部なぎさ
- 撮影監督 - 岩崎敦
- 編集 - 新居和弘
- 音響監督 - 藤野貞義
- 音楽 - 大間々昂
- プロデューサー - 谷口理
- 企画・制作 - サンライズ

### 主題歌
挿入歌「Let go」（第4話）
作詞・歌 - Mayu Wakisaka / 作曲 - Takashi Ohmama
エンディングテーマ「Confession」（特別編）
作詞・歌 - Mayu Wakisaka / 作曲 - Takashi Ohmama

## 漫画
サンライズの編集協力の元、蒔島梓によるコミカライズ作品が、月刊ヤングマガジン（講談社）にて2017年11月号から2019年4月号まで連載された。バーナムの背後で動いていたブッホ・コンツェルンとサナリィの裏取引や、それに伴うガンダムAN-01の譲渡などアニメ版の各種設定が補足されている。終盤の戦闘では漫画版独自の機体も登場する。
- 蒔島梓（漫画）、矢立肇・富野由悠季（原作）、Ark Performance（コンセプトアドバイザー）、サンライズ（協力） 『機動戦士ガンダム Twilight AXIS』 講談社〈ヤンマガKCスペシャル〉、全3巻
  1. 2018年3月26日発売[16]、ISBN 978-4-06-511082-9
  2. 2018年10月5日発売[17]、ISBN 978-4-06-513189-3
  3. 2019年6月6日発売[18]、ISBN 978-4-06-516135-7

## 電子書籍
特別編BDの特典付属小説と同じ内容の小説が、電子書籍版としてAmazon Kindleと楽天Koboで2018年3月31日に発売された。

## 関連作品
機動戦士ガンダム MSV-R ジョニー・ライデンの帰還
設定を共有しており、主人公の2人が登場する。
機動戦士ガンダムF91
ブッホ・コンツェルンの関係者が登場し、作品の舞台となるフロンティア・サイドの再生計画が連邦議会で承認されたことなどが語られている。